# أندرو تشيشاير
أندرو تشيشاير (بالإنجليزية: Andrew Cheshire)‏ هو عازف جاز أمريكي، ولد في 21 يونيو 1962 في Arverne, Queens ‏ في الولايات المتحدة.

## وصلات خارجية
- أندرو تشيشاير على موقع ميوزك برينز (الإنجليزية)
- أندرو تشيشاير على موقع ديسكوغز (الإنجليزية)